# Disulfură de seleniu
Disulfura de seleniu (sau mai simplu sulfura de seleniu) este un antifungic utilizat în tratamentul unor micoze locale. Calea de administrare disponibilă este cea topică.
Se află pe lista medicamentelor esențiale ale Organizației Mondiale a Sănătății. Este disponibil sub formă de medicament generic.

## Utilizări medicale
Disulfura de seleniu este utilizată în tratamentul următoarelor infecții fungice locale: dermatită seboreică, mătreață și pitiriazis versicolor.